# آپر استاندن
آپر استاندن (به انگلیسی: Upper Stondon) یک روستا در بریتانیا است که در بدفوردشر مرکزی واقع شده‌است.